# マティス・アブリーヌ
マティス・アブリーヌ（Matthis Abline, 2003年3月28日 - ）は、フランスのアンジェ出身のプロサッカー選手。リーグ・アンのFCナント所属。ポジションはフォワード。

## 経歴

### レンヌ
2020年8月20日にスタッド・レンヌとプロ契約を結び、2021年4月25日にトップチームの公式戦に初出場した。
2022年にはル・アーヴルAC、2023年にはAJオセールへ期限付き移籍した。

### ナント
2023年8月25日にFCナントへ期限付き移籍した。
2024年7月3日にナントが買取オプションを行使したため完全移籍となり、4年契約を結んだ。移籍金はクラブ史上最高額となる1,200万ユーロ。

## 代表歴
2019年から世代別のフランス代表に選出されている。